# Jezioro Łąckie
Jezioro Łąckie (kaszb. Łącczé Jezoro) – przepływowe jezioro rynnowe na Równinie Charzykowskiej w kompleksie leśnym Borów Tucholskich, w powiecie chojnickim województwa pomorskiego na wysokości 119,3 m n.p.m.
Akwen jeziora jest połączony rynną Brdy z jeziorem Dybrzyk i systemem dorzecza Brdy. Charakteryzuje się wysokimi brzegami porośniętymi lasem sosnowym. Południowy brzeg jeziora stanowi granicę Parku Narodowego „Bory Tucholskie”. Prowadzi tędy również "Szlak kajakowy rzeki Brdy". 
Powierzchnia całkowita: 126,7 ha, maksymalna głębokość: 19 m.